# Eliurus ellermani
Eliurus ellermani is een zoogdier uit de familie van de Nesomyidae. De wetenschappelijke naam van de soort werd voor het eerst geldig gepubliceerd door Carleton in 1994.

## Voorkomen
De soort komt voor in Madagaskar.